# Skalka (Hodoníni járás)
Skalka település Csehországban, Hodoníni járásban. Skalka Osvětimany, Ježov, Hýsly és Labuty településekkel határos. Lakosainak száma 150 fő (2024. január 1.).

## Népesség
A település lakosságának változását az alábbi diagram mutatja:
| Lakosok száma | 329  | 336  | 339  | 282  | 245  | 210  | 151  | 153  | 148  | 150  |
|               | 1869 | 1890 | 1921 | 1950 | 1980 | 2001 | 2017 | 2019 | 2022 | 2024 |